# Peace Choir
Le Peace Choir (« Chœur de la Paix ») est un groupe éphémère formé à l'initiative de Lenny Kravitz, Yoko Ono et Sean Lennon. Il a réuni en 1991 une multitude d'artistes de tous horizons dans le but de protester contre la Guerre du Golfe.
Leur unique enregistrement est une reprise de Give Peace a Chance de John Lennon. Pour l'occasion, son fils Sean a écrit des paroles additionnelles afin de coller à l'actualité.

## Contexte
Lenny Kravitz conçoit l'idée de ce disque au lendemain de la résolution 678 des Nations unies imposant un ultimatum à l'Irak pour retirer ses troupes du Koweït. Kravitz voudrait plus de temps pour « donner une chance à la paix ». Il parle du projet à Yoko Ono et Sean Lennon, et celui-ci écrit 4 nouveaux couplets traitant de la situation dans le golfe Persique à la chanson de son père. La musique est enregistrée par Kravitz à Hoboken dans le New Jersey. Les voix sont enregistrées ensuite séparément dans 3 studios à New York, Los Angeles et Londres.
Le disque, produit par Kravitz, est édité par Virgin Records. Les bénéfices issus de la vente du CD sont reversés au John Lennon Scholarship Program.
Le clip vidéo est supervisé par Nigel Dick, qui avait déjà réalisé le clip de Do They Know It's Christmas? par le Band Aid.
Le morceau se classe notamment no 7 en Suisse, 12e en Belgique, 14e aux Pays-Bas et 22e en Allemagne.

## Membres du groupe
| - Amina - Adam Ant - Sebastian Bach - Bros - Felix Cavaliere (The Young Rascals) - Terence Trent D'Arby - Flea et John Frusciante - Peter Gabriel - Kadeem Hardison (Campus Show) - Ofra Haza - Joe Higgs - Larry Lalonde - Bruce Hornsby - Lee Jaffe (The Wailers) - LL Cool J | - MC Hammer - Al Jarreau - Jazzie B (Soul II Soul) - Davey Johnstone - Lenny Kravitz - Cyndi Lauper - Sean Ono Lennon - Little Richard - Michael McDonald - Duff McKagan - Alannah Myles - New Voices of Freedom - Randy Newman - Yoko Ono | - Tom Petty - Iggy Pop - Q-Tip - Bonnie Raitt - Run - Dave Stewart - Teena Marie - Little Steven Van Zandt - Don Was - Wendy & Lisa (Prince) - Ahmet Zappa - Dweezil Zappa - Moon Zappa |